# Comuna Moskovskîi Bobrîk, Lebedîn
Moskovskîi Bobrîk (în ucraineană Московський Бобрик) este o comună în raionul Lebedîn, regiunea Sumî, Ucraina, formată din satele Bereziv Iar, Moskovskîi Bobrîk (reședința), Pașkîne și Vlizkî.

## Demografie
Componența lingvistică a comunei Moskovskîi Bobrîk
     Ucraineană (97,92%)
     Rusă (1,7%)
     Alte limbi (0,28%)
Conform recensământului din 2001, majoritatea populației comunei Moskovskîi Bobrîk era vorbitoare de ucraineană (97,92%), existând în minoritate și vorbitori de rusă (1,7%).